# 5830 Сімохіро
5830 Сімохіро (5830 Simohiro) — астероїд головного поясу, відкритий 9 березня 1991 року.
Тіссеранів параметр щодо Юпітера — 3,577.
Названо на честь Сімохіро (яп. しもひろ сімохіро).